# Voinjama
Voinjama è una città della Liberia, capoluogo della contea di Lofa.